# Edward Thomas Copson

Edward Thomas Copson

Edward Thomas Copson (n. 21 august 1901 – d. 16 februarie 1980) a fost un matematician scoțian, cunoscut pentru contribuțiile sale în domeniul analizei matematice, mai ales în domeniul funcțiilor cu variabilă complexă și al ecuațiilor cu derivate parțiale și aplicațiile acestora în fizică.